# Tanganella
Tanganella is een mosdiertjesgeslacht uit de familie van de Victorellidae en de orde Ctenostomatida. De wetenschappelijke naam ervan is in 1951voor het eerst geldig gepubliceerd door Braem.

## Soorten
- Tanganella appendiculata Jebram & Everitt, 1982

Niet geaccepteerde soort:
- Tanganella muelleri Kraepelin, 1887 → Victorella muelleri (Kraepelin, 1887)